# L'istinto e le stelle
L'istinto e le stelle è il secondo album solista di Red Canzian, pubblicato il 30 settembre 2014, a ventotto anni di distanza dal primo. L'album, contiene un CD con dodici brani inediti, dieci dei quali scritti da Miki Porru, uno (Per un attimo) scritto da Giuliano Sangiorgi, uno (Tutto si illumina) scritto da Ivano Fossati e un DVD intitolato "Lo sguardo e la pelle", che racconta la lavorazione dell'album e che contiene altri quattro brani inediti.
L'album ha raggiunto la posizione #5 della classifica FIMI.

## Tracce
1. Elogio del silenzio (Canzian-Porru)
2. Tu ci sei (Canzian-Porru)
3. Corro verso te (Canzian-Porru)
4. L'infinita (Canzian-Porru)
5. Sia quel che sia (Canzian-Porru)
6. Per un attimo (Canzian-Mersa-Sangiorgi)
7. Ogni giorno è un altro giorno che ti amo (Canzian-Porru)
8. Inesorabilmente (Canzian-Porru)
9. Tutto si illumina (Canzian-Fossati)
10. A un passo dalle stelle (Canzian-Porru)
11. Il boxeur (Canzian-Porru)
12. Sinfonia d'autunno (Canzian)

nel DVD sono inclusi i seguenti brani:
1. La musica (Canzian-Porru) eseguito con i Capsicum Red
2. Il fiume  (Canzian-Porru) eseguito con Chiara Canzian
3. Noi due  (Canzian-Porru)
4. Per un attimo (versione #2) (Canzian-Mersa-Sangiorgi)
5. E adesso (Porru) - eseguito da Miki Porru
6. Sinfonia d'autunno  (versione #2) (Canzian) eseguito con Paolo Schianchi

## Formazione
- Red Canzian – voce, cori, basso
- Alberto Milani – chitarra
- Daniel Bestonzo – tastiera, pianoforte
- Phil Mer – batteria, cori, programmazione, tastiera, percussioni, pianoforte
- Marta Pettoni – arpa
- Fulvio Sigurtà – tromba, flicorno
- Chris Costa – clarinetto
- Danila Satragno, Miki Porru, Chiara Canzian, Paul Manners, Pierfrancesco Valley, Marta Innocenti, Cristopher Di Luca, Chiara Cattaneo, Francesca Visentin, Antonio Nappo, Alex De Benedictis, Alberto Roveroni – cori